# Парламентские выборы в Ирландии (2020)
Выборы в Палату представителей (Дойл Эрен) 33-го созыва, нижнюю палату Парламента Ирландии (Эряхтаса), состоялись 8 февраля 2020 года. Избиралось 159 из 160 депутатов, поскольку спикер палаты возвращался автоматически. Выборы проводились в многомандатных округах по избирательной системе единого передаваемого голоса. Выборы были назначены после роспуска 32-го созыва президентом страны по запросу премьер-министра (тишека) Лео Варадкара 14 января 2020 года. Это были первые выборы, проведённые в выходные, с 1918 года.
По итогам выборов три партии набрали от 20 % до 25 %. Партия «Шинн Фейн» получила значительный прирост, набрала относительное большинство голосов по первому предпочтению и выиграла 37 мест, что является лучшим результатом партии с того времени, как она сформировалась в современном виде в 1970 году. «Фианна Файл» также выиграла 37 мест, но набрала меньше голосов по первому предпочтению. Правящая партия «Фине Гэл» во главе с Лео Варадкаром оказалась третьей как по местам (35), так и по голосам по первому предпочтению.
Международные СМИ описали результат как исторический перелом двухпартийной системы, потому что впервые за почти век ни «Фианна Файл», ни «Фине Гэл» не набрали большинство голосов. Более того, общая доля обеих традиционных партий упала до исторического минимума. Лидеры этих партий отказались от формирования коалиционного правительства с «Шинн Фейн».
Для формирования большинства правительству необходима поддержка как минимум 80 депутатов. Таким образом, любому правительству требуется поддержка хотя бы двух партий или большой группы независимых депутатов, либо договорённость с другой партией о том, чтобы та воздерживалась при голосовании о доверии и бюджете.

## Предшествующие события
С парламентских выборов 2016 года партия «Фине Гэл» возглавляла правительство меньшинства при поддержке независимых депутатов, включая Независимый альянс. Она полагалась на соглашение о доверии и обеспечении с партией «Фианна Файл».
3 декабря 2019 года вотум недоверия министру жилищного строительства, планирования и местного самоуправления Оуэну Мёрфи, инициированный Кэтрин Мёрфи из партии «Социал-демократы», был отклонён 56 голосами против при 53 голосах за и 35 воздержавшихся. 9 января 2020 года независимый депутат Майкл Коллинс призвал к вотуму недоверия министру здравоохранения Саймону Харрису. 14 января премьер-министр Лео Варадкар запросил о роспуске Палаты представителей, что было осуществлено Президентом Ирландии. Новый, 33-й, созыв должен был быть созван в полдень 20 февраля. Выборы были назначены на 8 февраля, таким образом впервые с 1918 года парламентские выборы в Ирландии прошли в субботу.

## Избирательная система

Многомандатные округа на парламентских выборах 2020 года.

Члены Палаты представителей избирались по системе единого передаваемого голоса (СЕПГ) в 39 избирательных округах с 3—5 мандатами в каждом. Избиратели заполняли бюллетень, вписывая числа 1, 2, 3 и так далее в порядке предпочтения. После закрытия избирательных участков урны для голосования отправляются в центр подсчёта многомандатного округа, и следующим утром голоса подсчитываются. Избиратели могут отметить любое количество кандидатов. Каждый бюллетень сначала записывается в пользу кандидата первого предпочтения, но при дальнейшем подсчёте может быть отдан следующему по предпочтению кандидату, если первый был избран или исключён. Поскольку спикер прошлого созыва Шон О’Фергейл не объявил об отставке, он автоматически вернулся в состав палаты, и на выборах разыгрывалось 159 из 160 мандатов.

### Изменения границ многомандатных округов
Комиссия по избирательным округам, созванная в июле 2016 года в соответствии с положениями Избирательного акта 1997 года, во главе с судьёй Робертом Хотоном внесла рекомендации по изменению границ округов после публикации итогов переписи населения 2016 года. Комиссия действовала по своему усмотрению, но была конституционно обязана сохранить соотношение не более 30 000 человек на мандат, рекомендовать изибрательные округа с 3—5 мандатами в каждом и по возможности избегать нарушения границ графств. Отчёт комиссии, выпущенный 27 июня 2017 года, советовал увеличить количество депутатов с 158 до 160 по 39 избирательным округам. Эти поправки были имплементированы Избирательным актом 2017 года. Таким образом, выборы 33-го созыва проводились с новыми границами и 160 мандатами.

## Кампания
Официально избирательная кампания началась после роспуска Палаты представителей 14 января 2020 года и продолжалась до дня выборов 8 февраля 2020 года. Голосование проходило спустя неделю после выхода Великобритании, включая Северную Ирландию, из Европейского союза. Таким образом, это первые крупные выборы в ЕС после данного события. Выборы прошли в субботу впервые с выборов 1918 года. Лео Варадкар заявил, что смена дня недели произошла, чтобы предотвратить закрытие школ, многие из которых используются в качестве избирательных участков, и чтобы помочь проголосовать студентам и работающим вдали от дома.
Выдвижение кандидатов закончилось в среду 22 января. Было выдвинуто рекордное количество женщин — 162 из 531 кандидата. Эти выборы стали первыми, когда в каждом избирательном округе была кандидат-женщина. Если партия не выполняет минимум 30 % кандидатов-мужчин и 30 % кандидатов-женщин, то она теряет половину государственного финансирования. Когда выдвижение закончилось, у партии «Фине Гэл» было 30,5 % кандидатов-женщин, у «Фианна Файл» — 31 %, у Лейбористской партии — 32 %, у «Шинн Фейн» — 33 %, у партии «Люди важнее прибыли» — 38 %, у Зелёной партии — 41 %, у партии «Социал-демократы» — 57 % (все партии выполнили квоту).
Партии, которые впервые участвовали в парламентских выборах, — «Энту», Ирландская партия свободы, Национальная партия и «RISE» (как часть альянса «Солидарность — Люди важнее прибыли»).
Регистрация избирателей через Дополнительный список избирателей закрылась 23 января при очень высокой активности в последний день. К примеру, Дублинский городской совет отчитался о 3500 регистрациях в последний возможный день. Общее количество достигло 14 000, что в два раза обычного количества в парламентских выборах.
3 февраля 2020 года уполномоченный по выборам в округе Типперэри отменил постановление о назначении выборов, как того требует секция 62 Избирательного акта 1992 года, после смерти кандидата Маресе Скехан. Однако министр жилищного строительства, планирования и местного самоуправления заявил, что положение 1992 года противоречит требованию конституции провести выборы в течение 30 дней после роспуска Палаты представителей, поэтому 5 февраля он подписал указ особой сложности, позволив выборам пройти в ту же дату, что и в остальных избирательных округах. Имя Скехан осталось в бюллетене.

### Манифесты и слоганы партий
| Партия/группа | Партия/группа        | Партия/группа        | Партия/группа         | Манифест | Другие слоганы | Примечания    |
| ------------- | -------------------- | -------------------- | --------------------- | --- | --- | ------------- |
|               | «Фине Гэл»           | «Фине Гэл»           | «Фине Гэл»            | «Будущее, которое ожидаем» Архивная копия от 9 февраля 2020 на Wayback Machine («A future to look forward to»)                                              | «Строим республики возможностей, продвигаем Ирландию вместе.» («Building a Republic of Opportunity, Taking Ireland Forward Together.») | [ 29 ] [ 30 ] |
|               | «Фианна Файл»        | «Фианна Файл»        | «Фианна Файл»         | «Ирландия для всех» («An Ireland for all / Éire do chách»)                                                                                                  | | [ 29 ] [ 30 ] |
|               | «Шинн Фейн»          | «Шинн Фейн»          | «Шинн Фейн»           | «Оставим рабочих и семьи в покое» Архивная копия от 29 февраля 2020 на Wayback Machine («Giving workers and families a break»)                              | «Выступим за ирландское единство» («Standing up for Irish unity»), «Время для перемен» («Time for change»)                             | [ 29 ] [ 31 ] |
|               | Лейбористская партия | Лейбористская партия | Лейбористская партия  | «Строим равное общество» Архивная копия от 3 февраля 2020 на Wayback Machine («Building an equal society»)                                                  | | [ 29 ]        |
|               | «С—ЛВП»              |                      | «Люди важнее прибыли» | «Планета важнее прибыли» Архивная копия от 3 февраля 2020 на Wayback Machine («Planet Before Profit»)                                                       | «Социализм для 21 века» («Socialism for the 21st century»)                                                                             | [ 33 ]        |
|               | «С—ЛВП»              | «Солидарность»       |                       | «Настоящие перемены, а не мелочные» («Real change, not spare change»)                                                                                       | [ 34 ] |               |
|               | «С—ЛВП»              | «RISE»               |                       | | [ 35 ] |               |
|               | «Социал-демократы»   | «Социал-демократы»   | «Социал-демократы»    | «Надейтесь на лучшее. Голосуйте за лучшее.» («Hope for better. Vote for better.»)                                                                           | «Инвестируйте в лучшее» («Invest in better»)                                                                                           | [ 29 ]        |
|               | Зелёная партия       | Зелёная партия       | Зелёная партия        | «Хотите Зелёных? Голосуйте за Зелёных!» Архивная копия от 3 февраля 2020 на Wayback Machine («Want Green? Vote Green!»)                                     | «Будущее принадлежит всем нам» («The future belongs to all of us»)                                                                     | [ 29 ] [ 36 ] |
|               | «Энту»               | «Энту»               | «Энту»                | «Политическая система сломана. Давайте исправим её.» Архивная копия от 13 февраля 2020 на Wayback Machine («The political system is broken. Let’s fix it.») | «Думайте за пределами политического картеля» («Think outside the political cartel»)                                                    | [ 37 ]        |

### Телевизионные дебаты
| Дебаты перед парламентскими выборами в Ирландии в 2020 году | Дебаты перед парламентскими выборами в Ирландии в 2020 году | Дебаты перед парламентскими выборами в Ирландии в 2020 году | Дебаты перед парламентскими выборами в Ирландии в 2020 году        | Дебаты перед парламентскими выборами в Ирландии в 2020 году        | Дебаты перед парламентскими выборами в Ирландии в 2020 году        | Дебаты перед парламентскими выборами в Ирландии в 2020 году        | Дебаты перед парламентскими выборами в Ирландии в 2020 году        | Дебаты перед парламентскими выборами в Ирландии в 2020 году        | Дебаты перед парламентскими выборами в Ирландии в 2020 году        | Дебаты перед парламентскими выборами в Ирландии в 2020 году        | Дебаты перед парламентскими выборами в Ирландии в 2020 году |   |   |   |        |
| Дата                                                        | Вещатель                                                    | Модератор(ы)                                                | Участники — Имя Участник Н Партия не приглашена или не участвовала | Участники — Имя Участник Н Партия не приглашена или не участвовала | Участники — Имя Участник Н Партия не приглашена или не участвовала | Участники — Имя Участник Н Партия не приглашена или не участвовала | Участники — Имя Участник Н Партия не приглашена или не участвовала | Участники — Имя Участник Н Партия не приглашена или не участвовала | Участники — Имя Участник Н Партия не приглашена или не участвовала | Участники — Имя Участник Н Партия не приглашена или не участвовала | Примечания                                                  |   |   |   |        |
| Дата                                                        | Вещатель                                                    | Модератор(ы)                                                | ФГ                                                                 | ФФ                                                                 | ШФ                                                                 | ЛП                                                                 | С—ЛВП                                                              | ЗП                                                                 | СД                                                                 | Энту                                                               | Примечания                                                  |   |   |   |        |
| ----------------------------------------------------------- | ----------------------------------------------------------- | ----------------------------------------------------------- | ------------------------------------------------------------------ | ------------------------------------------------------------------ | ------------------------------------------------------------------ | ------------------------------------------------------------------ | ------------------------------------------------------------------ | ------------------------------------------------------------------ | ------------------------------------------------------------------ | ------------------------------------------------------------------ | ----------------------------------------------------------- | - | - | - | ------ |
| Дата                                                        | Вещатель                                                    | Модератор(ы)                                                | 22.01                                                              | Virgin One                                                         | Пат Кенни                                                          | Варадкар                                                           | Мартин                                                             | Н                                                                  | Н                                                                  | Н                                                                  | Примечания                                                  | Н | Н | Н | [ 38 ] |
| 27.01                                                       | RTÉ One                                                     | Клэр Бирн                                                   | Варадкар                                                           | Мартин                                                             | Макдональд                                                         | Хаулин                                                             | Бойд Барретт                                                       | Райан                                                              | Шортолл                                                            | Н                                                                  | [ 39 ]                                                      |   |   |   |        |
| 30.01                                                       | Virgin One                                                  | Айван Йейтс Мэтт Купер                                      | Варадкар                                                           | Мартин                                                             | Макдональд                                                         | Хаулин                                                             | Барри                                                              | Райан                                                              | Мёрфи                                                              | Н                                                                  | [ 40 ]                                                      |   |   |   |        |
| 4.02                                                        | RTÉ One                                                     | Дэвид Маккалла Мириам О’Каллаган                            | Варадкар                                                           | Мартин                                                             | Макдональд                                                         | Н                                                                  | Н                                                                  | Н                                                                  | Н                                                                  | Н                                                                  |                                                             |   |   |   |        |
| 6.02                                                        | RTÉ One                                                     | Дэвид Маккалла Мириам О’Каллаган                            | Н                                                                  | Н                                                                  | Н                                                                  | Хаулин                                                             | Коппингер                                                          | Райан                                                              | Шортолл                                                            | Тобин                                                              |                                                             |   |   |   |        |
| 6.02                                                        | Virgin One                                                  | Айван Йейтс Мэтт Купер                                      | Ковни                                                              | Каллари                                                            | Доэрти                                                             | Н                                                                  | Н                                                                  | Н                                                                  | Н                                                                  | Н                                                                  | Дебаты среди заместителей лидеров                           |   |   |   |        |
| 6.02                                                        | TG4                                                         | Пади О Линард                                               | Кайн                                                               | Каллари                                                            | О Лэаре                                                            | Н                                                                  | О Каннабан                                                         | Гарви                                                              | О Туатал                                                           | Мик Гиб                                                            | Дебаты на ирландском языке                                  |   |   |   |        |

Первые дебаты лидеров партий прошли на «Virgin One» 22 января, но они были ограничены Лео Варадкаром и Михолом Мартином.
Дебаты лидеров и представителей семи партий прошли на «RTÉ One» в понедельник 27 января в Ирландском национальном университете в Голуэе.
27 января RTÉ опубликовала статью, которая объясняет принцип, по которому она выбирает, кого приглашать на телевизионные дебаты лидеров. Партия «Энту» объявила, что подаст в Верховный суд, чтобы тот предотвратил вещание дебатов в тот же день, но позже в этот день она заявила, что не будет действовать дальше.
Следующие дебаты RTÉ были запланированы на 4 февраля, также на «RTÉ One», и включали только Варадкара и Мартина. Мэри Лу Макдональд, лидер партии «Шинн Фейн», возразила против её невключения, и «Шинн Фейн» грозилась подать в суд, если её не включат в данные дебаты. 3 февраля RTÉ объявила о приглашении Макдональд на участие в дебатах, отчасти из-за положения «Шинн Фейн» в последних опросах, «Шинн Фейн» подтвердила, что примет приглашение.
Последние дебаты между лидерами малых партий прошли 6 февраля на «RTÉ One».

## Социологические опросы
Соцопросы ежемесячно проводились социологическими организациями «RED C» для газеты «The Sunday Business Post», «Behaviour and Attitudes» (с 2016 года до последнего опроса) и «Panelbase» (последний опрос) для «The Sunday Times».
Менее регулярные опросы публиковались в «The Irish Times», «Sunday Independent», Irish Daily Mail, RTÉ News и других СМИ.
График ниже отображает результаты опросов, проводившихся с последних парламентских выборов в 2016 году.

## Результаты

Карта партий, набравших наибольшее количество голосов первого предпочтения в каждом многомандатном округе.

| Партия                     | Партия                               | Лидер                      | Голосов первого предпочтения | Голосов первого предпочтения | Голосов первого предпочтения | Выдвинуто кандидатов | Мест           | Мест           | Мест    | Мест |
| Партия                     | Партия                               | Лидер                      | Голосов                      | %                            | +/- %                        | Выдвинуто кандидатов | прошлые выборы | Перед выборами | Избрано | +/-  |
| -------------------------- | ------------------------------------ | -------------------------- | ---------------------------- | ---------------------------- | ---------------------------- | -------------------- | -------------- | -------------- | ------- | ---- |
|                            | «Шинн Фейн»                          | Мэри Лу Макдональд         | 535 595                      | 24,5                         | ▲10,7                        | 42                   | 23             | 22             | 37      | ▲14  |
|                            | «Фианна Файл»                        | Микал Мартин               | 484 320                      | 22,2                         | ▼2,2                         | 84                   | 44             | 45             | 37      | ▼7   |
|                            | «Фине Гэл»                           | Лео Варадкар               | 455 584                      | 20,9                         | ▼4,7                         | 82                   | 49             | 47             | 35      | ▼14  |
|                            | Зелёная партия                       | Имон Райан                 | 155 700                      | 7,1                          | ▲4,4                         | 39                   | 2              | 3              | 12      | ▲10  |
|                            | Лейбористская партия                 | Брендон Хаулин             | 95 588                       | 4,4                          | ▼2,2                         | 31                   | 7              | 7              | 6       | ▼1   |
|                            | «Социал-демократы»                   | Кэтрин Мёрфи Рошин Шортолл | 63 404                       | 2,9                          | ▼0,1                         | 20                   | 3              | 2              | 6       | ▲3   |
|                            | «Солидарность — Люди важнее прибыли» | Коллективное руководство   | 57 420                       | 2,6                          | ▼1,3                         | 36                   | 6              | 6              | 5       | ▼1   |
|                            | «Энту»                               | Пядар Тобин                | 40 917                       | 1,9                          | новая                        | 26                   | новая          | 1              | 1       | ▲1   |
|                            | «Независимые за перемены»            | Нет                        | 8421                         | 0,4                          | ▼1,1                         | 4                    | 4              | 1              | 1       | ▼3   |
|                            | «Ренуа»                              | Вакантно                   | 6170                         | 0,3                          | ▼1,9                         | 11                   | 0              | 0              | 0       | —    |
|                            | Ирландская партия за свободу         | Герман Келли               | 5495                         | 0,3                          | новая                        | 11                   | новая          | 0              | 0       | —    |
|                            | Национальная партия                  | Джастин Барретт            | 4773                         | 0,2                          | новая                        | 10                   | новая          | 0              | 0       | —    |
|                            | Ирландская демократическая партия    | Кен Смоллен                | 2611                         | 0,1                          | ▲0,1                         | 1                    | 0              | 0              | 0       | —    |
|                            | Рабочая партия                       | Майкл Доннелли             | 1195                         | 0,1                          | ▼0,1                         | 4                    | 0              | 0              | 0       | —    |
|                            | Объединённые люди                    | Джефф Радд                 | 43                           | 0,0                          | новая                        | 1                    | новая          | 0              | 0       | —    |
|                            | Независимые кандидаты                | —                          | 266 529                      | 12,2                         | ▼3,7                         | 125                  | 19             | 22             | 19      | ▬0   |
|                            |                                      |                            |                              |                              |                              |                      |                |                |         |      |
|                            | Спикер                               | Шон О’Фергейл              |                              |                              |                              | 1                    | 1              | 1              | 1       | —    |
|                            |                                      |                            |                              |                              |                              |                      |                |                |         |      |
| Действительные бюллетени   | Действительные бюллетени             | Действительные бюллетени   | 2 183 765                    | 99,2                         |                              |                      |                |                |         |      |
| Недействительные бюллетени | Недействительные бюллетени           | Недействительные бюллетени | 18 427                       | 0,8                          |                              |                      |                |                |         |      |
| Всего                      | Всего                                | Всего                      | 2 202 192                    | 100                          | —                            | 552                  | 158            | 157            | 160     | ▲2   |
|                            |                                      |                            |                              |                              |                              |                      |                |                |         |      |
| Избирателей/Явка           | Избирателей/Явка                     | Избирателей/Явка           | 3 502 044                    | 62,9                         | ▼2,2                         |                      |                |                |         |      |